# Amanda Fosang
Amanda Jane Fosang (Melbourne) es una investigadora biomédica que ha sido pionera en la investigación de la artritis en Australia. 

## Carrera
Fosang es una investigadora principal del Consejo Nacional de Salud e Investigación Médica («NHMRC» por sus siglas en inglés) de Australia que tiene una carrera establecida en la investigación de la artritis y la biología del cartílago en la salud y la enfermedad. Es profesora y líder de un grupo de investigación de artritis en el «Murdoch Childrens Research Institute» (MCRI) y en el Departamento de Pediatría de la Universidad de Melbourne. Fosang regresó a Australia después de completar sus estudios postdoctorales en el Instituto Kennedy de Reumatología de Londres y recibió una beca «RD Wright en el «NHMRC» en 1994. Desde entonces, ha recibido una subvención competitiva continua y fondos de becas del «NHMRC». En 1990 se unió a la Universidad de Melbourne, al Departamento de Medicina y se mudó al Departamento de Pediatría en 1994. Fosang se convirtió en un líder del grupo del «MCRI» desde su inicio en el año 2000. 

## Programa de investigación
El objetivo del programa de investigación de Fosang es comprender las complejas interacciones entre las células del cartílago y su matriz, tanto en el cartílago sano como en las enfermedades artríticas. Su trabajo se centra en la estructura y la función de las moléculas de cartílago, el colágeno aggrecan y tipo II y las enzimas que las destruyen en la enfermedad artrítica. Ella y su equipo han generado ratones únicos para evaluar el daño del cartílago en la artrítis. Su investigación la que muestra que «ADAMTS-5» es la principal agrecanasa en el cartílago del ratón se publicó en la revista internacional de alto perfil «Nature» en 2005.
Más recientemente, el grupo de Fosang ha estado estudiando los productos de degradación generados por estas enzimas y cómo estos productos podrían regular la función celular. Algunos estudios se realizan en sistemas de explantes y cultivos celulares o con enzimas y sustratos altamente purificados in vitro. Otros estudios utilizan ratones únicos modificados genéticamente que han sido diseñados para resistir la destrucción del cartílago. Los estudios con estos ratones pueden proporcionar información valiosa sobre los mecanismos de remodelación de las articulaciones en el desarrollo y la enfermedad. Sus estudios sobre la biología del cartílago y las enfermedades artríticas identificarán nuevas moléculas dianas y/o actividades para el desarrollo de terapias para la artritis que modifican la enfermedad.

## Servicio profesional
Fosang se unió a la Junta Directiva de la Sociedad Internacional de Investigación de Osteoartritis («OARSI» por sus siglas en inglés) en 2012 y fue nombrada Presidenta de la Fuerza de Tareas de Asia de OARSI en 2013. Es la primera australiana nombrada en el «Journal of Biological Chemistry»como editora asociada. Una apasionada educadora y mentora de los próximos científicos, Fosang coordina el Programa de Honores de la Licenciatura en Ciencias (BSc) y la Licenciatura en Biomedicina (BBMed) para la Universidad de Melbourne (Departamento de Pediatría) y el «MCRI». También ha supervisado a cinco estudiantes de doctorado y once estudiantes de licenciatura para completar el curso.

## Premios
- Investigador principal de «NHMRC», 2006 y 2010.[1]
- Premio de ciencia básica, otorgado por la «Osteoarthritis Research Society International», 2009.[1]
- Premio «Selwyn-Smith» de investigación médica, otorgado por la Universidad de Melbourne, 2007.[1]
- Premio «Barry Preston», otorgado por la «Matrix Biology Society» de Australia y Nueva Zelanda, 2007.
- Premio «Discovery» a la Excelencia en Logros de Investigación, otorgado por la «MCRI», 2006.